# Złoty Glob dla najlepszej aktorki w filmie dramatycznym
Złote Globy dla najlepszej aktorki dramatycznej jest to kategoria Złotych Globów, przyznawana od 1951 roku jako oddzielna kategoria, przez Hollywoodzkie Stowarzyszenie Prasy Zagranicznej. Początkowo była to nagroda dla najlepszej aktorki, ale podzielono ją na główna rolę kobiecą w dramacie oraz w komedii/musicalu.
Laureatki są zaznaczone pogrubionym drukiem. Obok podane są role, za jakie otrzymały nagrodę.

## Lata 40. – Najlepsza aktorka
1943: Jennifer Jones – Pieśń o Bernadette jako Kurt Miller
1944: Ingrid Bergman – Gasnący płomień jako Paula Alquist
1945: Ingrid Bergman – Dzwony Najświętszej Marii Panny jako siostra Benedict
1946: Rosalind Russell – Sister Kenny jako siostra Elizabeth Kenny
1947: Rosalind Russell – Żałoba przystoi Elektrze jako Lavinia Mannon
1948: Jane Wyman – Johnny Belinda jako Belinda McDonald
1949: Olivia de Havilland – Dziedziczka jako Catherine Sloper

nominacje:
- Deborah Kerr – Edward, mój syn jako Evelyn Boult

## Lata 50.
1950: Gloria Swanson – Bulwar Zachodzącego Słońca jako Norma Desmond

nominacje:
- Bette Davis – Wszystko o Ewie jako Margo
- Judy Holliday – Urodzeni wczoraj jako Emma 'Billie' Dawn

1951: Jane Wyman – The Blue Veil jako Louise Mason

nominacje:
- Vivien Leigh – Tramwaj zwany pożądaniem jako Blanche DuBois
- Shelley Winters – Miejsce pod słońcem jako Alice Tripp

1952: Shirley Booth – Wróć, mała Shebo jako Lola Delaney

nominacje:
- Joan Crawford – Sudden Fear jako Myra Hudson
- Olivia de Havilland – Moja kuzynka Rachela jako Rachel Sangalletti Ashley

1953: Audrey Hepburn – Rzymskie wakacje jako księżniczka Ann/Ann Smith
1954: Grace Kelly – Dziewczyna z prowincji jako Georgie Elgin
1955: Anna Magnani – Tatuowana róża jako Serafina Delle Rose
1956: Ingrid Bergman – Anastazja jako Anna Koreff/Anastazja

nominacje:
- Carroll Baker – Laleczka jako Baby Doll Meighan
- Helen Hayes – Anastazja jako Maria Fiodorowna
- Audrey Hepburn – Wojna i pokój jako Natasza Rostowa
- Katharine Hepburn – Zaklinacz deszczu jako Lizzie Curry

1957: Joanne Woodward – Trzy oblicza Ewy jako Eve White/Eve Black/Jane

nominacje:
- Marlene Dietrich – Świadek oskarżenia jako Christine Vole
- Deborah Kerr – Bóg jeden wie, panie Allison jako siostra Angela
- Anna Magnani – Dziki jest wiatr jako Giola
- Eva Marie Saint – Kapelusz pełen deszczu jako Celia Pope

1958: Susan Hayward – Chcę żyć! jako Barbara Graham

nominacje:
- Ingrid Bergman – Gospoda Szóstego Dobrodziejstwa jako Gladys Aylward
- Deborah Kerr – Osobne stoliki jako Sibyl Railton-Bell
- Shirley MacLaine – Długi tydzień w Parkman jako Ginnie Moorehead
- Jean Simmons – Home Before Dark jako Charlotte Bronn

1959: Elizabeth Taylor – Nagle, zeszłego lata jako Catherine Holly

nominacje:
- Audrey Hepburn – Historia zakonnicy jako siostra Luke
- Katharine Hepburn – Nagle, zeszłego lata jako Violet Venable
- Lee Remick – Anatomia morderstwa jako Laura Manion
- Simone Signoret – Miejsce na górze jako Alice Aisgill

## Lata 60.
1960: Greer Garson – Sunrise at Campobello jako Eleanor Roosevelt

nominacje:
- Doris Day – Mroczne koronki jako Kit Preston
- Nancy Kwan – Świat Suzie Wong jako Suzie Wong/Mee Ling Wong
- Jean Simmons – Elmer Gantry jako siostra Sharon Falconer
- Elizabeth Taylor – Butterfield 8 jako Gloria Wandrous

1961: Geraldine Page – Lato i dym jako Alma Winemiller

nominacje:
- Leslie Caron – Fanny jako Fanny
- Shirley MacLaine – Niewiniątka jako Martha Dobie
- Claudia McNeil – Rodzynek w słońcu jako Lena Younger
- Natalie Wood – Wiosenna bujność traw jako Wilma Dean „Deanie” Loomis

1962: Geraldine Page – Słodki ptak młodości jako Alexandra Del Lago

nominacje:
- Anne Bancroft – Cudotwórczyni jako Annie Sullivan
- Bette Davis – Co się zdarzyło Baby Jane? jako Baby Jane Hudson
- Katharine Hepburn – U kresu dnia jako Mary Tyrone
- Glynis Johns – Raport Chapmana jako Teresa Harnish
- Melina Mercouri – Fedra jako Fedra
- Lee Remick – Dni wina i róż jako Kirsten Arnesen Clay
- Susan Strasberg – Przygody młodego człowieka jako Rosanna
- Susannah York – Doktor Freud jako Cecily Koertner
- Shelley Winters – Lolita jako Charlotte Haze

1963: Leslie Caron – Pokój w kształcie L jako Jane Fosset

nominacje:
- Polly Bergen – The Caretakers jako Lorna Melford
- Geraldine Page – Toys in the Attic jako Carrie Berniers
- Rachel Roberts – Sportowe życie jako Margaret Hammond
- Romy Schneider – Kardynał jako Annemarie von Hartman
- Alida Valli – El Hombre de papel jako Włoszka
- Marina Vlady – Ape Regina jako Regina
- Natalie Wood – Romans z nieznajomym jako Angie Rossini

1964: Anne Bancroft – Zjadacz dyń jako Jo Armitage

nominacje:
- Ava Gardner – Noc iguany jako Maxine Faulk
- Rita Hayworth – Świat cyrku jako Lili Alfredo
- Geraldine Page – Toys in the Attic jako Carrie Berniers
- Jean Seberg – Lilith jako Lilith Arthur

1965: Samantha Eggar – Kolekcjoner jako Miranda Grey

nominacje:
- Julie Christie – Darling jako Diana Scott
- Elizabeth Hartman – W cieniu dobrego drzewa jako Selina D’Arcey
- Simone Signoret – Statek szaleńców jako La Condesa
- Maggie Smith – Otello jako Desdemona

1966: Anouk Aimée – Kobieta i mężczyzna jako Anne Gauthier

nominacje:
- Ida Kamińska – Sklep przy głównej ulicy jako Rozalie Lautmann
- Virginia McKenna – Elza z afrykańskiego buszu jako Joy Adamson
- Elizabeth Taylor – Kto się boi Virginii Woolf? jako Martha
- Natalie Wood – Przeznaczone do likwidacji jako Alva Starr

1967: Edith Evans – Szepczące ściany jako Maggie Ross

nominacje:
- Faye Dunaway – Bonnie i Clyde jako Bonnie Parker
- Audrey Hepburn – Doczekać zmroku jako Susy Hendrix
- Katharine Hepburn – Zgadnij, kto przyjdzie na obiad jako Christina Drayton
- Anne Heywood – The Fox jako Ellen March

1968: Joanne Woodward – Rachelo, Rachelo jako Rachel Cameron

nominacje:
- Mia Farrow – Dziecko Rosemary jako Rosemary Woodhouse
- Katharine Hepburn – Lew w zimie jako Eleonora Akwitańska
- Vanessa Redgrave – Isadora jako Isadora Duncan
- Beryl Reid – Zabójstwo siostry George jako June „George” Buckridge

1969: Geneviève Bujold – Anna tysiąca dni jako Anna Boleyn

nominacje:
- Jane Fonda – Czyż nie dobija się koni? jako Gloria Beatty
- Liza Minnelli – Bezpłodna kukułka jako „Pookie” Mary Ann Adams
- Jean Simmons – The Happy Ending jako Mary Wilson
- Maggie Smith – Pełnia życia panny Brodie jako Jean Brodie

## Lata 70.
1970: Ali MacGraw – Love Story jako Jennifer Cavalleri

nominacje:
- Faye Dunaway – Zagadka dziecka klęski jako Lou Andreas Sand
- Glenda Jackson – Zakochane kobiety jako Gudrun Brangwen
- Melina Mercouri – Obietnica poranka jako Nina Kacew
- Sarah Miles – Córka Ryana jako Rosy Ryan

1971: Jane Fonda – Klute jako Bree Daniels

nominacje:
- Dyan Cannon – Such Good Friends jako Julie Messinger
- Glenda Jackson – Ta przeklęta niedziela jako Alex Greville
- Vanessa Redgrave – Maria, królowa Szkotów jako Maria I Stuart
- Jessica Walter – Zagraj dla mnie, Misty jako Evelyn Draper

1972: Liv Ullmann – Emigranci jako Kristina

nominacje:
- Diana Ross – Lady śpiewa bluesa jako Billie Holiday
- Cicely Tyson – Sounder jako Rebecca Morgan
- Trish Van Devere – One Is a Lonely Number jako Aimee Brower
- Tuesday Weld – Play It As It Lays jako Maria Wyeth Lang
- Joanne Woodward – Bezbronne nagietki jako Beatrice

1973: Marsha Mason – Przepustka dla marynarza jako Maggie Paul

nominacje:
- Ellen Burstyn – Egzorcysta jako Chris MacNeil
- Barbra Streisand – Tacy byliśmy jako Katie Morosky
- Elizabeth Taylor – Środa popielcowa jako Barbara Sawyer
- Joanne Woodward – Letnie życzenia, zimowe marzenia jako Rita Walden

1974: Gena Rowlands – Kobieta pod presją jako Mabel Longhetti

nominacje:
- Ellen Burstyn – Alicja już tu nie mieszka jako Alice Hyatt
- Faye Dunaway – Chinatown jako Evelyn Cross Mulwray
- Valerie Perrine – Lenny jako Honey Bruce
- Liv Ullmann – Sceny z życia małżeńskiego jako Marianne

1975: Louise Fletcher – Lot nad kukułczym gniazdem jako siostra Ratched

nominacje:
- Karen Black – Dzień szarańczy jako Faye Greener
- Faye Dunaway – Trzy dni Kondora jako Kathy Hale
- Marilyn Hassett – The Other Side of the Mountain jako Jill Kinmont
- Glenda Jackson – Hedda jako Hedda Gabler

1976: Faye Dunaway – Sieć jako Diana Christensen

nominacje:
- Glenda Jackson – Niezwykła Sara jako Sarah Bernhardt
- Sarah Miles – Żeglarz, który utracił łaski morza jako Anne Osborne
- Talia Shire – Rocky jako Adrien Pennino
- Liv Ullmann – Twarzą w twarz jako dr Jenny Isaksson

1977: Jane Fonda – Julia jako Lillian Hellman

nominacje:
- Anne Bancroft – Punkt zwrotny jako Emma Jacklin
- Diane Keaton – W poszukiwaniu idealnego kochanka jako Theresa Dunn
- Kathleen Quinlan – Nigdy nie obiecywałem ci ogrodu pełnego róż jako Deborah Blake
- Gena Rowlands – Premiera jako Myrtle Gordon

1978: Jane Fonda – Powrót do domu jako Sally Hyde

nominacje:
- Ingrid Bergman – Jesienna sonata jako Charlotte Andergast
- Jill Clayburgh – Niezamężna kobieta jako Erica
- Glenda Jackson – Stevie jako Stevie Smith
- Geraldine Page – Wnętrza jako Eve

1979: Sally Field – Norma Rae jako Norma Rae Webster

nominacje:
- Jill Clayburgh – Księżyc jako Caterina Silveri
- Lisa Eichhorn – Jankesi jako Jean Moreton
- Jane Fonda – Chiński syndrom jako Kimberly Wells
- Marsha Mason – Obietnica ciemności jako dr Alexandra Kendall

## Lata 80.
1980: Mary Tyler Moore – Zwyczajni ludzie jako Beth Jarrett

nominacje:
- Ellen Burstyn – Zmartwychwstanie jako Edna Mae McCauley
- Nastassja Kinski – Tess jako Tess Durbeyfield
- Deborah Raffin – Dotyk miłości jako Lena Canada
- Gena Rowlands – Gloria jako Gloria Swenson

1981: Meryl Streep – Kochanica Francuza jako Sarah/Anna

nominacje:
- Sally Field – Bez złych intencji jako Megan Carter
- Katharine Hepburn – Nad złotym stawem jako Ethel Thayer
- Diane Keaton – Czerwoni jako Louise Bryant
- Sissy Spacek – Przybłęda jako Nita Longley

1982: Meryl Streep – Wybór Zofii jako Zofia Zawistowska

nominacje:
- Diane Keaton – Najwyższa stawka jako Faith Dunlap
- Jessica Lange – Frances jako Frances Farmer
- Sissy Spacek – Zaginiony jako Beth Horman
- Debra Winger – Oficer i dżentelmen jako Paula Pokrifki

1983: Shirley MacLaine – Czułe słówka jako Aurora Greenway

nominacje:
- Jane Alexander – Testament jako Carol Wetherly
- Bonnie Bedelia – Serce do jazdy jako Shirley Muldowney
- Meryl Streep – Silkwood jako Karen Silkwood
- Debra Winger – Czułe słówka jako Emma Greenway Horton

1984: Sally Field – Miejsca w sercu jako Edna Spalding

nominacje:
- Diane Keaton – Pani Soffel jako Kate Soffel
- Jessica Lange – Pułapka jako Jewell Ivy
- Vanessa Redgrave – Bostończycy jako Olive Chancellor
- Sissy Spacek – Rzeka jako Mae Garvey

1985: Whoopi Goldberg – Kolor purpury jako Celie

nominacje:
- Anne Bancroft – Tajemnica klasztoru Marii Magdaleny jako matka Miriam Ruth
- Cher – Maska jako Florence „Rusty” Dennis
- Geraldine Page – Podróż do Bountiful jako Carrie Watts
- Meryl Streep – Pożegnanie z Afryką jako Karen Blixen

1986: Marlee Matlin – Dzieci gorszego boga jako Sarah Norman

nominacje:
- Julie Andrews – Duet na jeden instrument jako Stephanie Anderson
- Anne Bancroft – Dobranoc, mamusiu jako Thelma Cates
- Farrah Fawcett – Skrajności jako Marjorie
- Sigourney Weaver – Obcy – decydujące starcie jako Ellen Ripley

1987: Sally Kirkland – Anna jako Anna

nominacje:
- Rachel Chagall – Gaby. Historia prawdziwa jako Gaby
- Glenn Close – Fatalne zauroczenie jako Alex Forrest
- Faye Dunaway – Ćma barowa jako Wanda Wilcox
- Barbra Streisand – Wariatka jako Claudia Draper

1988: nagroda ex aequo:
- Jodie Foster – Oskarżeni jako Sarah Tobias
- Sigourney Weaver – Goryle we mgle jako Dian Fossey
- Shirley MacLaine – Madame Sousatzka jako Yuvline Sousatzka

nominacje:
- Christine Lahti – Stracone lata jako Annie Pope
- Meryl Streep – Krzyk w ciemności jako Lindy Chamberlain

1989: Michelle Pfeiffer – Wspaniali bracia Baker jako Susie Diamond

nominacje:
- Sally Field – Stalowe magnolie jako M'Lynn Eatenton
- Jessica Lange – Pozytywka jako Ann Talbot
- Andie MacDowell – Seks, kłamstwa i kasety wideo jako Ann Bishop Mullany
- Liv Ullmann – Różany ogród jako Gabriele

## Lata 90.
1990: Kathy Bates – Misery jako Annie Wilkes

nominacje:
- Anjelica Huston – Naciągacze jako Lilly Dillon
- Michelle Pfeiffer – Wydział Rosja jako Katya Orlova
- Susan Sarandon – Biały pałac jako Nora Baker
- Joanne Woodward – Pan i pani Bridge jako India Bridge

1991: Jodie Foster – Milczenie owiec jako Clarise Starling

nominacje:
- Annette Bening – Bugsy jako Virginia Hill
- Geena Davis – Thelma i Louise jako Thelma Yvonne Dickinson
- Laura Dern – Historia Rose jako Rose
- Susan Sarandon – Thelma i Louise jako Louise Elizabeth Sawyer

1992: Emma Thompson – Powrót do Howards End jako Margaret Schlegel

nominacje:
- Mary McDonnell – Wygrać z losem jako May-Alice Culhane
- Michelle Pfeiffer – Pole miłości jako Lurene Hallett
- Susan Sarandon – Olej Lorenza jako Michaela Odone
- Sharon Stone – Nagi instynkt jako Catherine Tramell

1993: Holly Hunter – Fortepian jako Ada McGrath

nominacje:
- Juliette Binoche – Trzy kolory. Niebieski jako Julie Vignon
- Michelle Pfeiffer – Wiek niewinności jako Ellen Olenska
- Emma Thompson – Okruchy dnia jako Mary Kenton
- Debra Winger – Niebezpieczna kobieta jako Martha Horgan

1994: Jessica Lange – Błękit nieba jako Carly Marshall

nominacje:
- Jodie Foster – Nell jako Nell Kellty
- Jennifer Jason Leigh – Pani Parker i krąg jej przyjaciół jako Dorothy Parker
- Miranda Richardson – Tom i Viv jako Vivienne Haigh-Wood
- Meryl Streep – Dzika rzeka jako Gail Hartman

1995: Sharon Stone – Kasyno jako Ginger McKenna

nominacje:
- Susan Sarandon – Przed egzekucją jako siostra Helen Prejaan
- Elisabeth Shue – Zostawić Las Vegas jako Sera
- Meryl Streep – Co się wydarzyło w Madison County jako Francesca Johnson
- Emma Thompson – Rozważna i romantyczna jako Elinor Dashwood

1996: Brenda Blethyn – Sekrety i kłamstwa jako Cynthia Rose Purley

nominacje:
- Courtney Love – Skandalista Larry Flynt jako Althea Leasure
- Kristin Scott Thomas – Angielski pacjent jako Katharine Clifton
- Meryl Streep – Pokój Marvina jako Lee
- Emily Watson – Przełamując fale jako Bess McNeill

1997: Judi Dench – Jej wysokość pani Brown jako królowa Wiktoria

nominacje:
- Helena Bonham Carter – Miłość i śmierć w Wenecji jako Kate Croy
- Jodie Foster – Koncert jako Eleanor Arroway
- Jessica Lange – Tysiąc akrów jako Ginny Cook Smith
- Kate Winslet – Titanic jako Rose DeWitt Bukater

1998: Cate Blanchett – Elizabeth jako Elżbieta I Tudor

nominacje:
- Fernanda Montenegro – Dworzec nadziei jako Dora
- Susan Sarandon – Mamuśka jako Jackie Harrison
- Meryl Streep – Jedyna prawdziwa rzecz jako Kate Gulden
- Emily Watson – Hilary i Jackie jako Hilary du Pré

1999: Hilary Swank – Nie czas na łzy jako Brandon Teena

nominacje:
- Annette Bening – American Beauty jako Carolyn Burnham
- Julianne Moore – Koniec romansu jako Sarah Myles
- Meryl Streep – Koncert na 50 serc jako Roberta Guaspari
- Sigourney Weaver – Mapa świata jako Alice Goodwin

## 2000–2009
2000: Julia Roberts – Erin Brockovich jako Erin Brockovich-Ellis

nominacje:
- Joan Allen – Ukryta prawda jako senator Laine Hanson
- Bjork – Tańcząc w ciemnościach jako Selma Jezkova
- Ellen Burstyn – Requiem dla snu jako Sara Goldfarb
- Laura Linney – Możesz na mnie liczyć jako Samantha „Sammy” Prescott

2001: Sissy Spacek – Za drzwiami sypialni jako Ruth Fowler

nominacje:
- Halle Berry – Czekając na wyrok jako Leticia Musgrove
- Judi Dench – Iris jako Iris Murdoch
- Nicole Kidman – Inni jako Grace Stewart
- Tilda Swinton – Na samym dnie jako Margaret Hall

2002: Nicole Kidman – Godziny jako Virginia Woolf

nominacje:
- Salma Hayek – Frida jako Frida Kahlo
- Diane Lane – Niewierna jako Connie Summer
- Julianne Moore – Daleko od nieba jako Cathy Whitaker
- Meryl Streep – Godziny jako Clarissa Vaughan

2003: Charlize Theron – Monster jako Aileen Wuornos

nominacje:
- Cate Blanchett – Veronica Guerin jako Veronica Guerin
- Scarlett Johansson – Dziewczyna z perłą jako Griet
- Nicole Kidman – Wzgórze nadziei jako Ada Monroe
- Uma Thurman – Kill Bill Vol. 1 jako panna młoda
- Evan Rachel Wood – Trzynastka jako Tracy Louise Freeland

2004: Hilary Swank – Za wszelką cenę jako Maggie Fitzgerald

nominacje:
- Scarlett Johansson – Lokatorka jako Pursy Will
- Nicole Kidman – Narodziny jako Anna
- Imelda Staunton – Vera Drake jako Vera Drake
- Uma Thurman – Kill Bill Vol. 2 jako Beatrix Kiddo/Panna Młoda

2005: Felicity Huffman – Transamerica jako Bree

nominacje:
- Maria Bello – Historia przemocy jako Edie Stall
- Gwyneth Paltrow – Dowód jako Catherine
- Charlize Theron – Daleka północ jako Josey Aimes
- Zhang Ziyi – Wyznania gejszy jako Chiyo/Sayuri

2006: Helen Mirren – Królowa jako Elżbieta II

nominacje:
- Penélope Cruz – Volver jako Raimunda
- Judi Dench – Notatki o skandalu jako Barbara Covett
- Maggie Gyllenhaal – Sherry jako Sherry Swanson
- Kate Winslet – Małe dzieci jako Sarah Pierce

2007: Julie Christie – Daleko od niej jako Fiona Anderson

nominacje:
- Cate Blanchett – Elizabeth: Złoty wiek jako Elżbieta I Tudor
- Jodie Foster – Odważna jako Erica Bain
- Angelina Jolie – Cena odwagi jako Marianne Pearl
- Keira Knightley – Pokuta jako Cecilia Tallis

2008: Kate Winslet – Droga do szczęścia jako April Wheeler

nominacje:
- Anne Hathaway – Rachel wychodzi za mąż jako Kym
- Angelina Jolie – Oszukana jako Christine Collins
- Kristin Scott Thomas – Kocham cię od tak dawna jako Juliette Fontaine
- Meryl Streep – Wątpliwość jako siostra Aloysius Beauvier

2009: Sandra Bullock – Wielki Mike. The Blind Side jako Leigh Anne Tuohy

nominacje:
- Emily Blunt – Młoda Wiktoria jako królowa Wiktoria
- Helen Mirren – Ostatnia stacja jako Zofia Tołstojowa
- Carey Mulligan – Była sobie dziewczyna jako Jenny Miller
- Gabourey Sidibe – Hej, skarbie jako Clairence „Precious” Jones

## 2010–2019
2010: Natalie Portman – Czarny łabędź jako Nina Sayers

nominacje:
- Halle Berry – Frankie i Alice jako Frankie / Alice
- Nicole Kidman – Między światami jako Becca Corbett
- Jennifer Lawrence – Do szpiku kości jako Ree Dolly
- Michelle Williams – Blue Valentine jako Cindy

2011: Meryl Streep – Żelazna Dama jako Margaret Thatcher

nominacje:
- Glenn Close – Albert Nobbs jako Albert Nobbs
- Viola Davis – Służące jako Aibileen Clark
- Rooney Mara – Dziewczyna z tatuażem jako Lisbeth Salander
- Tilda Swinton – Musimy porozmawiać o Kevinie jako Eva

2012: Jessica Chastain – Wróg numer jeden jako Maya

nominacje:
- Marion Cotillard – Z krwi i kości jako Stéphanie
- Helen Mirren – Hitchcock jako Alma Reville
- Naomi Watts – Niemożliwe jako Maria Belon
- Rachel Weisz – Głębokie błękitne morze jako Hester Collyer

2013: Cate Blanchett – Blue Jasmine jako Jeanette „Jasmine” Francis

nominacje:
- Sandra Bullock – Grawitacja jako Ryan Stone
- Judi Dench – Tajemnica Filomeny jako Philomena Lee
- Emma Thompson – Ratując pana Banksa jako Pamela Lyndon Travers
- Kate Winslet – Długi wrześniowy weekend jako Adele Wheeler

2014: Julianne Moore – Motyl Still Alice jako Alice Howland

nominacje:
- Jennifer Aniston – Cake jako Claire Bennett
- Felicity Jones – Teoria wszystkiego jako Jane Wilde Hawking
- Rosamund Pike – Zaginiona dziewczyna jako Amy Elliott-Dunne
- Reese Witherspoon – Dzika droga jako Cheryl Strayed

2015: Brie Larson – Pokój jako Joy Newsome

nominacje:
- Cate Blanchett – Carol jako Carol Aird
- Rooney Mara – Carol jako Therese Belivet
- Saoirse Ronan – Brooklyn jako Eilis Lacey
- Alicia Vikander – Dziewczyna z portretu jako Gerda Wegener

2016: Isabelle Huppert – Elle jako Michèle Leblanc

nominacje:
- Amy Adams – Nowy początek jako dr Louise Banks
- Jessica Chastain – Sama przeciw wszystkim jako Elizabeth Sloane
- Ruth Negga – Loving jako Mildred Loving
- Natalie Portman – Jackie jako Jackie Kennedy

2017:  Frances McDormand – Trzy billboardy za Ebbing, Missouri jako Mildred Hayes

nominacje:
- Jessica Chastain – Gra o wszystko jako Molly Bloom
- Sally Hawkins – Kształt wody jako Elisa Esposito
- Meryl Streep – Czwarta władza jako Katharine Graham
- Michelle Williams – Wszystkie pieniądze świata jako Gail Harris

2018: Glenn Close – Żona jako Joan Castleman

nominacje:
- Lady Gaga – Narodziny gwiazdy jako Ally Maine
- Nicole Kidman – Niszczycielka jako Erin Bell
- Melissa McCarthy – Czy mi kiedyś wybaczysz? jako Lee Israel
- Rosamund Pike – Prywatna wojna jako Marie Colvin

2019: Renée Zellweger – Judy jako Judy Garland

nominacje:
- Cynthia Erivo – Harriet jako Harriet Tubman
- Scarlett Johansson – Historia małżeńska jako Nicole
- Saoirse Ronan – Małe kobietki jako Jo March
- Charlize Theron – Gorący temat jako Megyn Kelly

## 2020–2029
2020: Andra Day – Billie Holiday jako Billie Holiday

nominacje:
- Viola Davis – Ma Rainey: Matka bluesa jako Ma Rainey
- Vanessa Kirby – Cząstki kobiety jako Martha Weiss
- Frances McDormand – Nomadland jako Fern
- Carey Mulligan – Obiecująca. Młoda. Kobieta. jako Cassandra „Cassie” Thomas

2021: Nicole Kidman – Lucy i Desi jako Lucille Ball

nominacje:
- Jessica Chastain – Oczy Tammy Faye jako Tammy Faye Bakker
- Olivia Colman – Córka jako Leda Caruso
- Lady Gaga – Dom Gucci jako Patrizia Reggiani
- Kristen Stewart – Spencer jako Diana, Księżna Walii